# Attagenus unicolor
Attagenus unicolor é uma espécie de insetos coleópteros polífagos pertencente à família Dermestidae.
A autoridade científica da espécie é Brahm, tendo sido descrita no ano de 1791.
Trata-se de uma espécie presente no território português.